# Köthel (Lauenbourg)
Pour les articles homonymes, voir Köthel.
Köthel est une commune allemande de l'arrondissement du duché de Lauenbourg, Land de Schleswig-Holstein.

## Géographie
Köthel est traversé par la Bille qui la sépare de Köthel dans l'arrondissement de Stormarn.
| Trittau Hohenfelde | Koberg |              |
| Köthel (Stormarn)  | Köthel | Borstorf     |
| Mühlenrade         |        | Schretstaken |

## Histoire
Köthel est mentionné pour la première fois en 1230 sous le nom de Cotle dans le registre de la dîme de Ratzebourg.
Vers 1238, un couvent cistercien est fondé à Köthel dont les nonnes s'installent dans l'abbaye de Reinbek en 1240. Cependant, Köthel reste une propriété du couvent jusqu'à sa dissolution au moment de la Réforme en 1529.